# Línea 20 (Paraná)
Línea 20 es una línea de transporte urbano de pasajeros de la ciudad de Paraná, Argentina fundada en el año 2000. El servicio está actualmente operado por Buses Paraná U.T.E. (Transporte Mariano Moreno S.R.L/ERSA Urbano). Esta línea pertenece al Grupo Metropolitano.

## Historia
Nace a mediados del año 2000, como un servicio enfocado a los trabajadores y trabajadoras de barrios más marginados, tratando de conectar la zona del Barrio San Agustín hasta la Base Aérea, cruzando toda la ciudad.
Su recorrido trazaba puntos por calle Montiel, Ituzaingó, Barrio La Floresta, Hipermercado Wal-Mart, Barrio Puerto Viejo, toda la Costanera, calle Güemes, Parque Escolar Enrique Berduc, Barrio Villa Yatay, por toda Av. Don Bosco,
Av. Circunvalación, calle Caputto y Miguel David; terminando en la estación de servicio YPF "El Empalme", ubicada en la Ruta 12 y Avda. Newbery antes del ingreso a la localidad de San Benito.

## Recorrido

### Ramal Único:San Benito- Barrio Mercantil
Ida: Desde Bv. Basavilbaso y Santa Fe, Bv. Basavilbaso, Gral. Ramírez, 9 de Julio, Rivadavia, Av. Friuli (San Benito), Av. Jorge Newbery, Av. José Hernández, Miguel David, Salvador Caputto, Av. Almafuerte, Av. José Hernández, Av. Don Bosco, Av. Francisco Ramírez, La Paz, Laprida, Av. Larramendi, Romina Iturain, República de Siria, Ameghino, Ituzaingó, Selva de Montiel, Luis Palma, V. Quesada, Monseñor de Andrea hasta Eva Perón (Paraná).
Vuelta: Desde Monseñor de Andrea y Eva Perón, Eva Perón, Cnel. Pirán, Juan M. Gutiérrez, Selva de Montiel, Ituzaingó, Ameghino, República de Siria, Romina Iturain, Av. Larramendi, Laprida, Gaboto, Cervantes, Santa Fe, Alameda de la Federación, Carlos Gardel, Colón, Av. Francisco Ramírez, Av. Don Bosco, Av. José Hernández, Av. Almafuerte, Salvador Caputto, Miguel David, Av. José Hernández, Av. Jorge Newbery (Paraná), Av. Friuli, Garabasso, 9 de Julio, Gral. Ramírez, Bv. Basavilbaso hasta Santa Fe (San Benito).
- Longitud: 41,1km

## Puntos de Interés dentro del recorrido
- Paraná
  - Av. Almafuerte y Salvador Caputto
  - Escuela Hogar
  - Hospital Materno Infantil San Roque
  - Plaza Alvear
  - Casa de Gobierno
  - Hipermercado ChangoMás (Ex Walmart)
  - Monseñor D'Andrea y Eva Perón
  - C.R.R. "Dr. Ramón Carrillo"
- San Benito
  - Municipalidad
  - Plaza San Benito Abad
  - Honorable Consejo Deliberante
  - Comisaría
  - Barrio Jardines

## Paradas
Horarios actualizados a febrero de 2024, Paradas actualizadas a enero de 2025 
IDA:
- 01 - Bvard. Basavilbasso y Santa Fe - B° San Martín (San Benito)
- 02 - Bvard. Basavilbasso y Bernardino Rivadavia
- 03 - Francisco Ramírez entre Bvard. Basavilbasso y 1.º de Mayo
- 04 - Francisco Ramírez y 25 de Mayo
- 05 - 9 de Julio y Bernardino Rivadavia
- 06 - Bernardino Rivadavia y Avda. Friuli
- 07 - Avda. Friuli pasando Avda. San Martín (Comisaría P.E.R. - San Benito)
- 08 - Avda. Friuli y Avda. Belgrano
- 09 - Avda. Friuli y Calle 812 (salida de SAN BENITO)
- 10 - Avda. Newbery y José Ubach y Roca (ingreso a PARANÁ)
- 11 - Miguel David, al girar desde Avda. Circunvalación José Hernández
- 12 - Miguel David y Antonio Bonell (sede "La Capillita" - Club A. Patronato)
- 13 - Miguel David y Pedro Martínez
- 14 - Miguel David y Soldado Bordón
- 15 - Miguel David y Antoine de Saint-Exupéry
- 16 - Salvador Caputto entre Calle Del Pericón Nacional y Miguel David
- 17 - Salvador Caputto y Calle Del Candombe
- 18 - Salvador Caputto y Calle Del Chamamé
- 19 - Salvador Caputto y Gdor. Tibiletti
- 20 - Salvador Caputto y Calle 1478
- 21 - Salvador Caputto y Hernandarias
- 22 - Salvador Caputto y El Chañar
- 23 - Salvador Caputto y Avda. Almafuerte
- 24 - Avda. Circunvalación José Hernández y Francia
- 25 - Avda. Circunvalación José Hernández y Avda. Churruarín
- 26 - Avda. Circunvalación José Hernández y Almte. Brown
- 27 - Avda. Circunvalación José Hernández y Avda. Don Bosco
- 28 - Avda. Don Bosco y Gdor. Manuel Crespo
- 29 - Avda. Don Bosco y Agustín Montaño
- 30 - Avda. Don Bosco y Francisco Beiró
- 31 - Avda. Don Bosco y H. de Magallanes
- 32 - Avda. Don Bosco y Alfredo Salcerini
- 33 - Avda. Don Bosco y Amaro Villanueva
- 34 - Avda. Don Bosco y José Rondeau
- 35 - Avda. Don Bosco y Juan Lavalleja
- 36 - Avda. Don Bosco y José Mármol
- 37 - Avda. Don Bosco entre Ayacucho y Bvard. de los Constituyentes
- 38 - Avda. Don Bosco y José Ramos (Escuela Hogar "Eva Duarte")
- 39 - Avda. Don Bosco y Amancio Alcorta
- 40 - Avda. Don Bosco y Sudamérica
- 41 - Avda. Don Bosco y Brasil
- 42 - La Paz entre Santa Cruz y Avda. Francisco Ramírez
- 43 - La Paz y La Rioja (Hospital Infantil San Roque)
- 44 - La Paz y San Juan
- 45 - La Paz entre Buenos Aires y Peatonal Gral. San Martín (Plaza Alvear)
- 46 - N. Laprida y Córdoba (Casa de Gobierno / Tribunales)
- 47 - N. Laprida y Catamarca
- 48 - N. Laprida y Patagonia
- 49 - N. Laprida y Sebastián Gaboto
- 50 - N. Laprida y Reconquista
- 51 - N. Laprida y Anacleto Medina
- 52 - Avda. Larramendi y Romina Iturain (Supermercado ChangoMás)
- 53 - Romina Iturain y Germán Burmeister
- 54 - República de Siria entre Estado de Palestina y Romina Ibarra
- 55 - República de Siria y Los Chingolos
- 56 - Florentino Ameghino y Germán Burmeister (Club Sportivo Urquiza)
- 57 - Florentino Ameghino y Enrique Acebal
- 58 - Florentino Ameghino y El Pingo
- 59 - Selva de Montiel y Los Ceibos (Centro de Salud "Dr. Ramón Carrillo")
- 60 - Selva de Montiel y Don Segundo Sombra
- 61 - Selva de Montiel y Casiano Calderón
- 62 - Selva de Montiel y Las Tacuaras
- 63 - Selva de Montiel y Gral. Galán
- 64 - Selva de Montiel y J. M. Gutiérrez
- 65 - Selva de Montiel y Luis Palma
- 66 - Luis Palma y Cuyas y Sampere
- 67 - Luis Palma y Vicente Quesada
- 68 - Monseñor D'Andrea y Eva Duarte - Barrio Mercantil (Plaza "Juan Pablo II")

VUELTA:
- 01 - Monseñor D'Andrea y Eva Duarte (Barrio Mercantil)
- 02 - Eva Duarte y Mar del Plata
- 03 - Cnel. Pirán y J. M. Gutiérrez
- 04 - J. M. Gutiérrez y Benjamín Virasoro
- 05 - J. M. Gutiérrez y Cnel. Martínez
- 06 - J. M. Gutiérrez y Cnel. Domínguez
- 07 - Selva de Montiel y Brigadier J. P. López
- 08 - Selva de Montiel y Gral. Galán
- 09 - Selva de Montiel y 1.º de Mayo
- 10 - Selva de Montiel y Los Paraísos
- 11 - Selva de Montiel y Don Segundo Sombra
- 12 - Selva de Montiel e Ituzaingó
- 13 - Ituzaingó y El Pingo
- 14 - Florentino Ameghino y Enrique Acebal
- 15 - Florentino Ameghino y Germán Burmeister (Club Sportivo Urquiza)
- 16 - República de Siria y Los Chingolos
- 17 - República de Siria entre Estado de Palestina y Romina Ibarra
- 18 - Romina Iturain entre Germán Burmeister y Calle 1006
- 19 - Romina Iturain y Avda. Larramendi (Supermercado ChangoMás)
- 20 - Avda. Larramendi y Calle 1009
- 21 - N. Laprida y Reconquista
- 22 - N. Laprida y Sebastián Gaboto
- 23 - Cervantes y Patagonia
- 24 - Cervantes y Catamarca
- 25 - Cervantes y Córdoba
- 26 - Santa Fe entre Gregorio de la Puente y N. Laprida (Casa de Gobierno / Tribunales)
- 27 - Carlos Gardel entre Buenos Aires y Peatonal Gral. San Martín (Plaza Alvear)
- 28 - Colón y San Juan
- 29 - Colón entre La Rioja y San Luis (Hospital Infantil San Roque - 150 mts.)
- 30 - Colón y Misiones
- 31 - Avda. Don Bosco y Brasil
- 32 - Avda. Don Bosco y Sudamérica
- 33 - Avda. Don Bosco y Paula Albarracín de Sarmiento
- 34 - Avda. Don Bosco y José Ramos (Escuela Hogar "Eva Duarte")
- 35 - Avda. Don Bosco y Juan Bautista Alberdi / Ayacucho
- 36 - Avda. Don Bosco y José Mármol
- 37 - Avda. Don Bosco y Carlos González Pecotche
- 38 - Avda. Don Bosco y Raúl Humberto Zaccaro
- 39 - Avda. Don Bosco y Gilberto Sosa Loyola
- 40 - Avda. Don Bosco y Blas Parera
- 41 - Avda. Don Bosco y Roque Sáenz Peña
- 42 - Avda. Don Bosco y Agustín Montaño
- 43 - Avda. Don Bosco y Gdor. Manuel Crespo
- 44 - Avda. Don Bosco y Colectora Oeste Avda. Circunvalación José Hernández
- 45 - Avda. Circunvalación José Hernández y Almte. Brown
- 46 - Avda. Circunvalación José Hernández y Avda. Churruarín
- 47 - Avda. Circunvalación José Hernández y Francia
- 48 - Salvador Caputto entre Avda. Almafuerte y Los Laureles
- 49 - Salvador Caputto y El Chañar
- 50 - Salvador Caputto y Hernandarias
- 51 - Salvador Caputto y Las Camelias
- 52 - Salvador Caputto y Gdor. Tibiletti
- 53 - Salvador Caputto entre Calle De La Chamarrita y Calle Del Chamamé
- 54 - Salvador Caputto y Calle Del Candombe
- 55 - Salvador Caputto y Miguel David
- 56 - Miguel David pasando 2 de Abril
- 57 - Miguel David y Soldado Bordón
- 58 - Miguel David y Pedro Martínez
- 59 - Miguel David y Antonio Bonell (sede "La Capillita" - Club A. Patronato)
- 60 - Miguel David y Colectora Oeste Avda. Circunvalación
- 61 - Avda. Newbery y José Ubach y Roca (salida de PARANÁ)
- 62 - Avda. Friuli y Calle 812 (ingreso a SAN BENITO)
- 63 - Avda. Friuli y Avda. Belgrano
- 64 - Avda. Friuli y Avda. San Martín
- 65 - Avda. Friuli y Bernardino Rivadavia
- 66 - Garabasso y 9 de Julio
- 67 - 9 de Julio y Francisco Ramírez
- 68 - Francisco Ramírez y Margasin
- 69 - Francisco Ramírez y Bvard. Basavilbasso
- 70 - Bvard. Basavilbasso y Garabasso
- 71 - Bvard. Basavilbasso y Santa Fe - B° San Martín (San Benito)